# Lepa
Lepa (ang. snow slush) – śnieg, który pada na powierzchnię wody i nie topi się, gdyż woda ma temperaturę 0 °C bądź jest przechłodzona. Lepa jest prawie przezroczysta i można ją zobaczyć tylko będąc bezpośrednio nad wodą. Po zamarznięciu tworzy biały lód. Przy gwałtownym ochłodzeniu się powietrza zamienia się w lód śnieżny.